# Centrale à cycle combiné gaz de Pont-sur-Sambre
La centrale à cycle combiné gaz de Pont-sur-Sambre est une centrale électrique thermique française fonctionnant au gaz naturel située à Pont-sur-Sambre dans le département du Nord en région Hauts-de-France. Elle a une puissance électrique installé de 412 MW et appartient au groupe Total depuis 2018.

## Présentation
Sur le site de l'ancienne centrale à charbon EDF de Pont-sur-Sambre, Poweo débute, en février 2007, les travaux de construction de la centrale. Inaugurée le 27 avril 2009 par Charles Beigbeder, PDG de Poweo, la mise en service commerciale a lieu le 25 septembre 2009. Ce site permet d'être tout proche du poste électrique de l'ancienne centrale. La centrale possède une unité dite à cycle combiné, la combustion du gaz naturel permet de faire fonctionner une turbine à combustion puis une turbine à vapeur.
Après avoir été la propriété de Poweo, de l'autrichien Verbund puis du fonds d'investissement américain KKR, en 2018, c'est Total qui achète la centrale en même temps que la centrale à cycle combiné gaz de Toul. Total possède donc trois centrales à cycle combiné gaz avec la centrale de Bayet qu'il possède via Total Direct Energie acheté en 2018.